# Richard Caliguiri
Richard Caliguiri (ur. 20 października 1931 w Pittsburghu, zm. 20 października 1988 tamże) – amerykański samorządowiec, burmistrz Pittsburgha w latach 1977–1988.